# فيكتور بيراليس
فيكتور بيراليس (بالإسبانية: Victor Perales)‏ هو لاعب كرة قدم مكسيكي في مركز الدفاع، ولد في 7 نوفمبر 1990 في Fresnillo Municipality ‏ في المكسيك. لعب مع تيبورونيس روخوس دي فيراكروز ونادي غوادالاخارا.

## وصلات خارجية
- فيكتور بيراليس على موقع قاعدة بيانات كرة القدم.إي يو (الإنجليزية)
- فيكتور بيراليس على موقع عالم كرة القدم.نت (الإنجليزية)
- فيكتور بيراليس على موقع AS.com (الإسبانية)